# Miłość i seks
Miłość i seks (ang. Love & Sex) – amerykańska komedia romantyczna z 2000 roku oparty na scenariuszu i reżyserii Valerie Breiman. Wyprodukowany przez Lionsgate.
Premiera filmu odbyła się 24 stycznia 2000 roku podczas Festiwalu Filmowego w Sundance.

## Opis fabuły
Kate (Famke Janssen) jest dziennikarką w renomowanym czasopiśmie. Pewnego dnia oddaje artykuł na temat miłości francuskiej. Zbyt śmiały tekst wywołuje skandal w redakcji. Dziewczyna przeredagowuje materiał, wspominając swoich byłych kochanków, a zwłaszcza malarza Adama.

## Obsada
- Famke Janssen jako Kate Welles
- Jon Favreau jako Adam Levy
- Noah Emmerich jako Eric
- Ann Magnuson jako Monique Steinbacher
- Cheri Oteri jako Mary
- Josh Hopkins jako Joey Santino
- Robert Knepper jako Gerard Boussard
- Vincent Ventresca jako Richard Miltner
- Kristen Zang jako Savannah
- Elimu Nelson jako Jerome Davis
- Melissa Fitzgerald jako Melanie

i inni